# Milford, Delaware
Milford, stad dels i Kent County, dels i Sussex County i Delaware i USA med 9 559 invånare (2010). Den har enligt United States Census Bureau en area på 14,5 km².